# Aeroportul Obbia
Aeroportul Obbia (IATA: CMO, ICAO: HCMO) este un aeroport din Mudug⁠(d), Somalia ce deservește zona Hobyo.
Situat la o altitudine de 20 m, aeroportul dispune de o singură pistă.